# Coelotanypus insulanus
Coelotanypus insulanus är en tvåvingeart som beskrevs av Oskar Augustus Johannsen 1938. Coelotanypus insulanus ingår i släktet Coelotanypus och familjen fjädermyggor.
Artens utbredningsområde är Puerto Rico. Inga underarter finns listade i Catalogue of Life.